# Xanten
Xanten település Németországban, azon belül Észak-Rajna-Vesztfália tartományban. Lakosainak száma 21 776 fő (2023. december 31.).

## Fekvése
Weseltől nyugatra fekvő település.

## Története

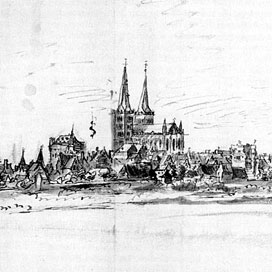
Xanten 1650-ben

Xanten - ma Birten nevű - déli részén i. e. 15-ben Castra Vetera néven a rómaiak létesítettek hatalmas tábort. Az itt végzett ásatásokkor tízezer nézőt befogadó amfiteátrum került elő, amelyben nyaranta szabadtéri előadásokat tartanak. Innen indult ki i. sz. 9-ben hadjáratra Varus a Teutoburgi erdőbe a cheruskok (ógermán törzs) vezetője, Hermann (Armin) ellen. A tábort 70-ben lerombolták, közelében - a mai város északi peremén - az 1. században újabb település jött létre: Colonia Ulpia Trajana. Köln után ez volt a legjelentősebb római város a Rajna alsó szakaszán. Lerombolása után a 4. században a frankok építették újjá a várost.
A középkorban Xanten nevét először 883-ban említette oklevél "ad Sanctes" (latinul: a szenteknél) néven. Innen ered a Xanten elnevezés.
A település a 13. század elején a kölni érsektől kapott városjogot. A 15. században a klevei hercegséghez, majd Brandenburg-Poroszországhoz tartozott.
A város középkori városerődítésének maradványai, elsősorban a még 1393-ban épült Klevei-kapu (Klever Tor) ma is látható. Középkori városmagja 1945-ben csaknem teljesen elpusztult, a legjelentősebb történelmi épületeit azonban restaurálták.

## Nevezetességek
- Szent Viktor Dóm
- Amfiteátrum

## Itt születtek, itt éltek
- A legenda szerint Siegfrid-nek, a Nibelung-éneknek, a leghíresebb német eposz hősének itt ringott a bölcsője.
- Szent Viktor a monda szerint itt szenvedett mártírhalált.

## Galéria

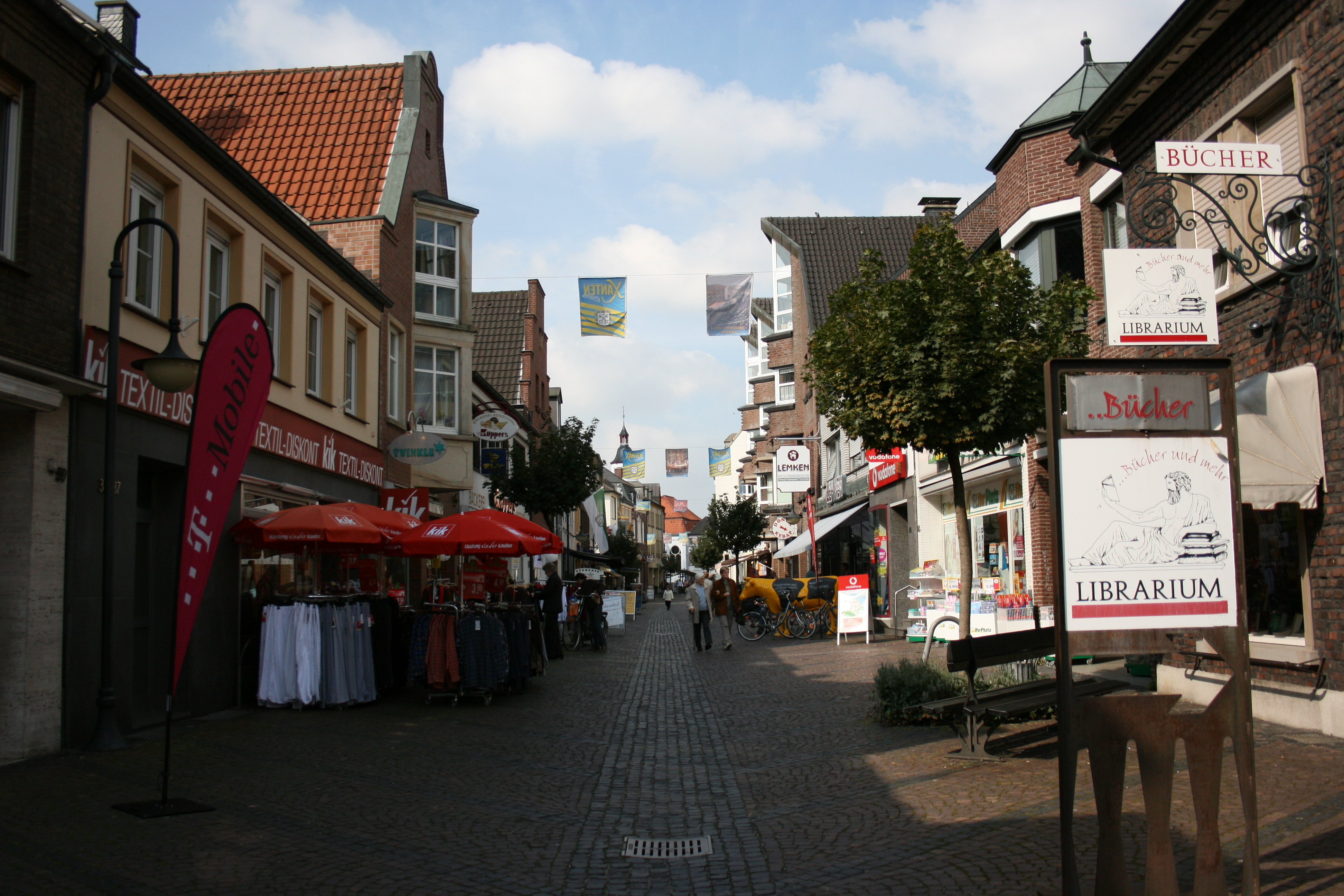
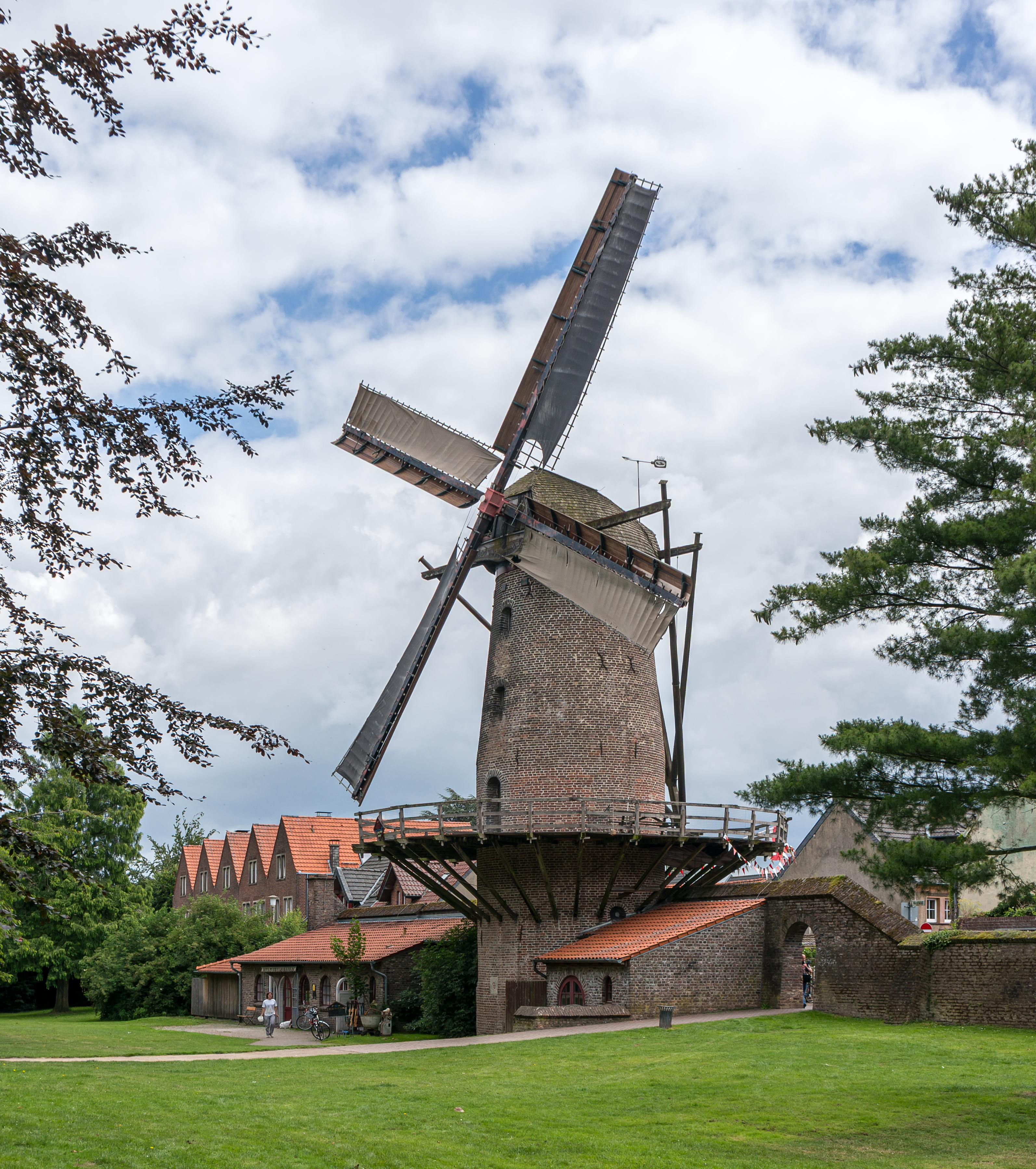
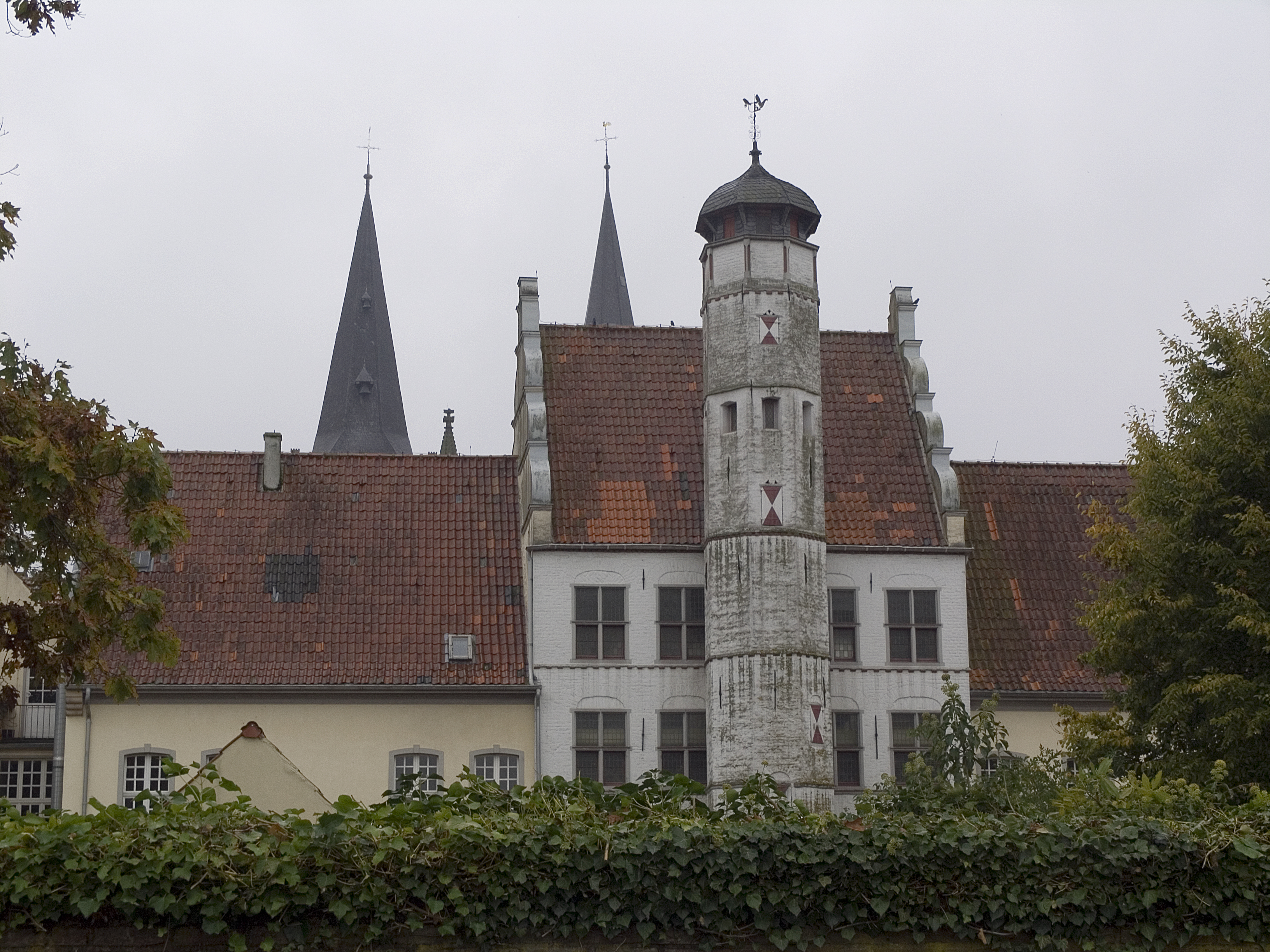
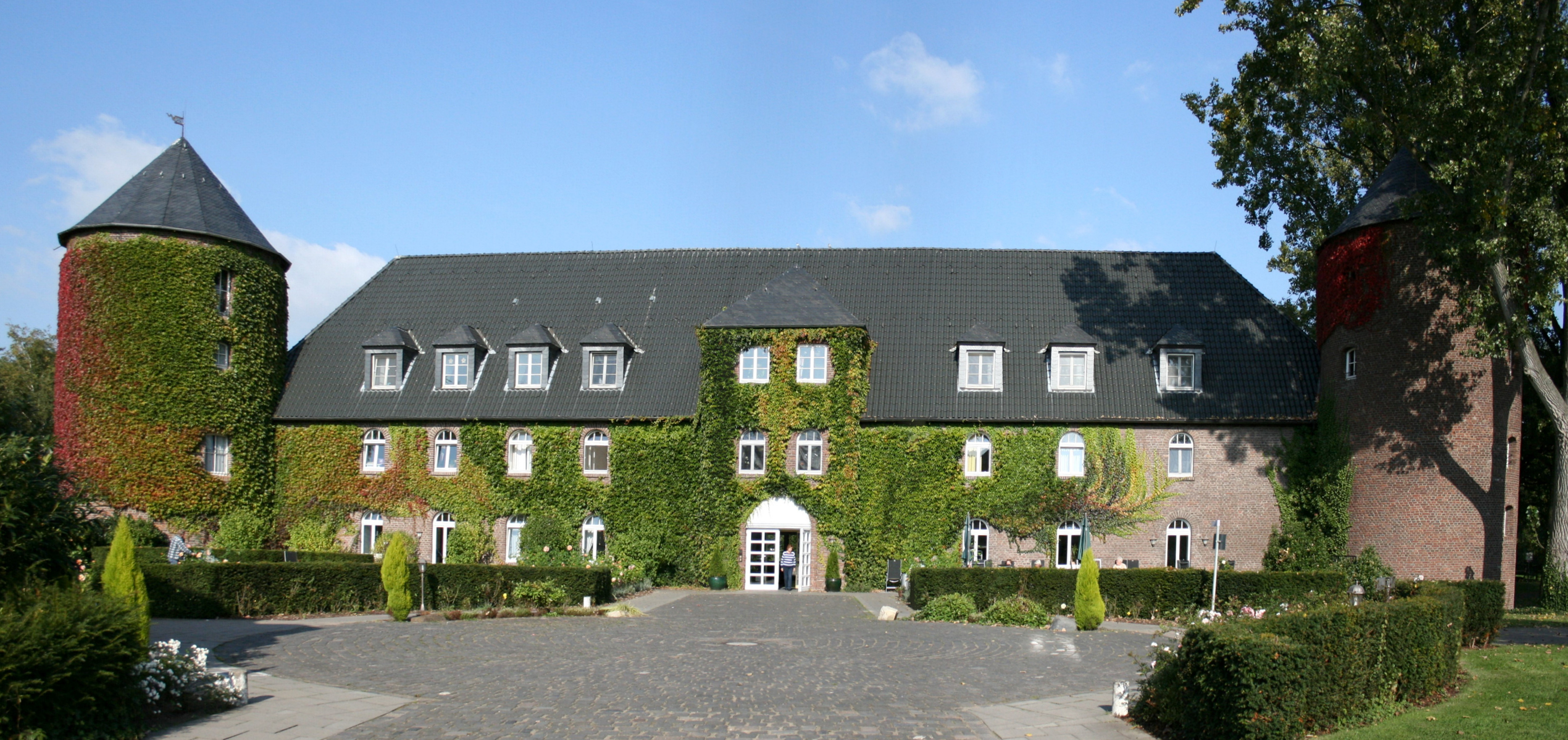
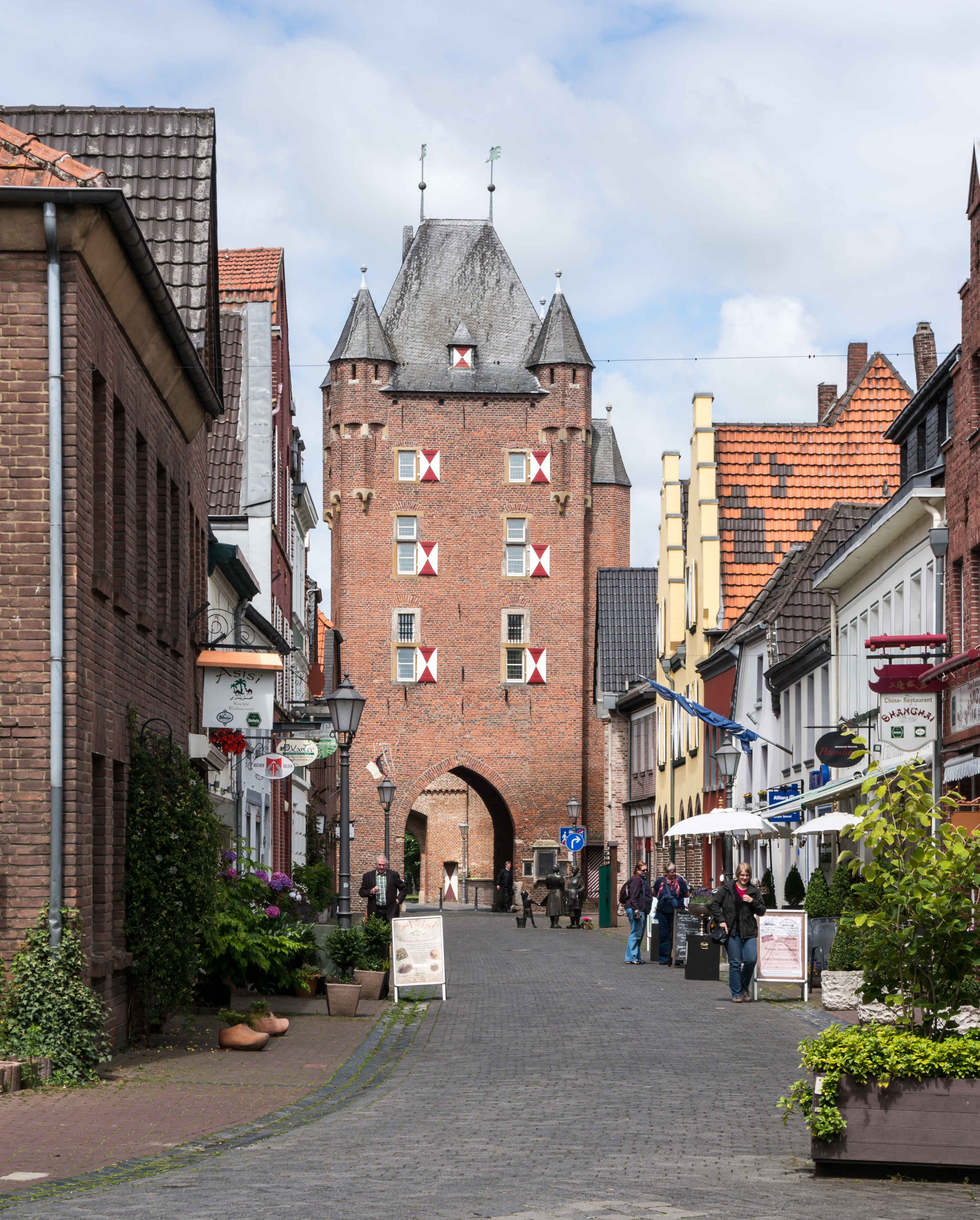
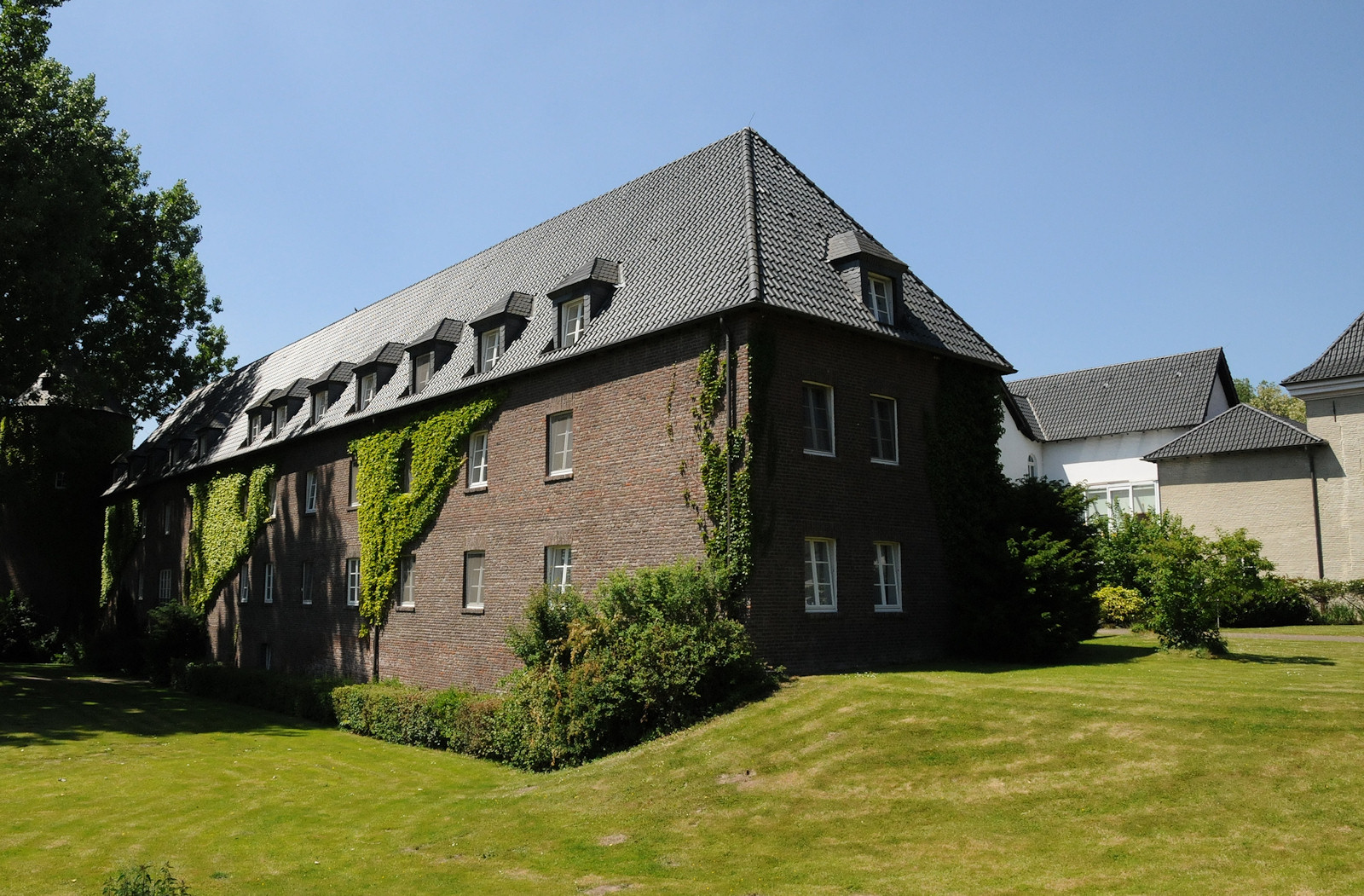
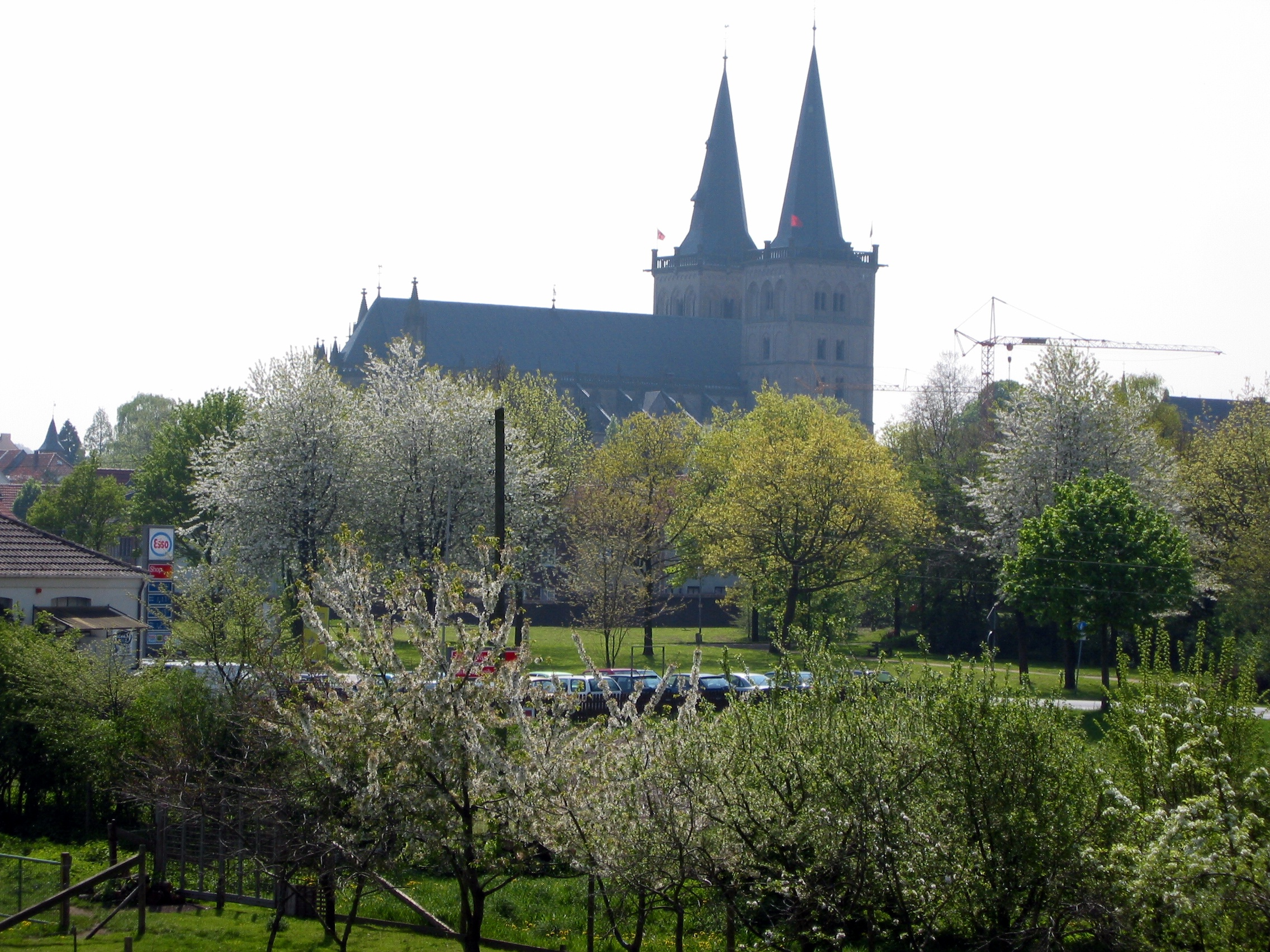
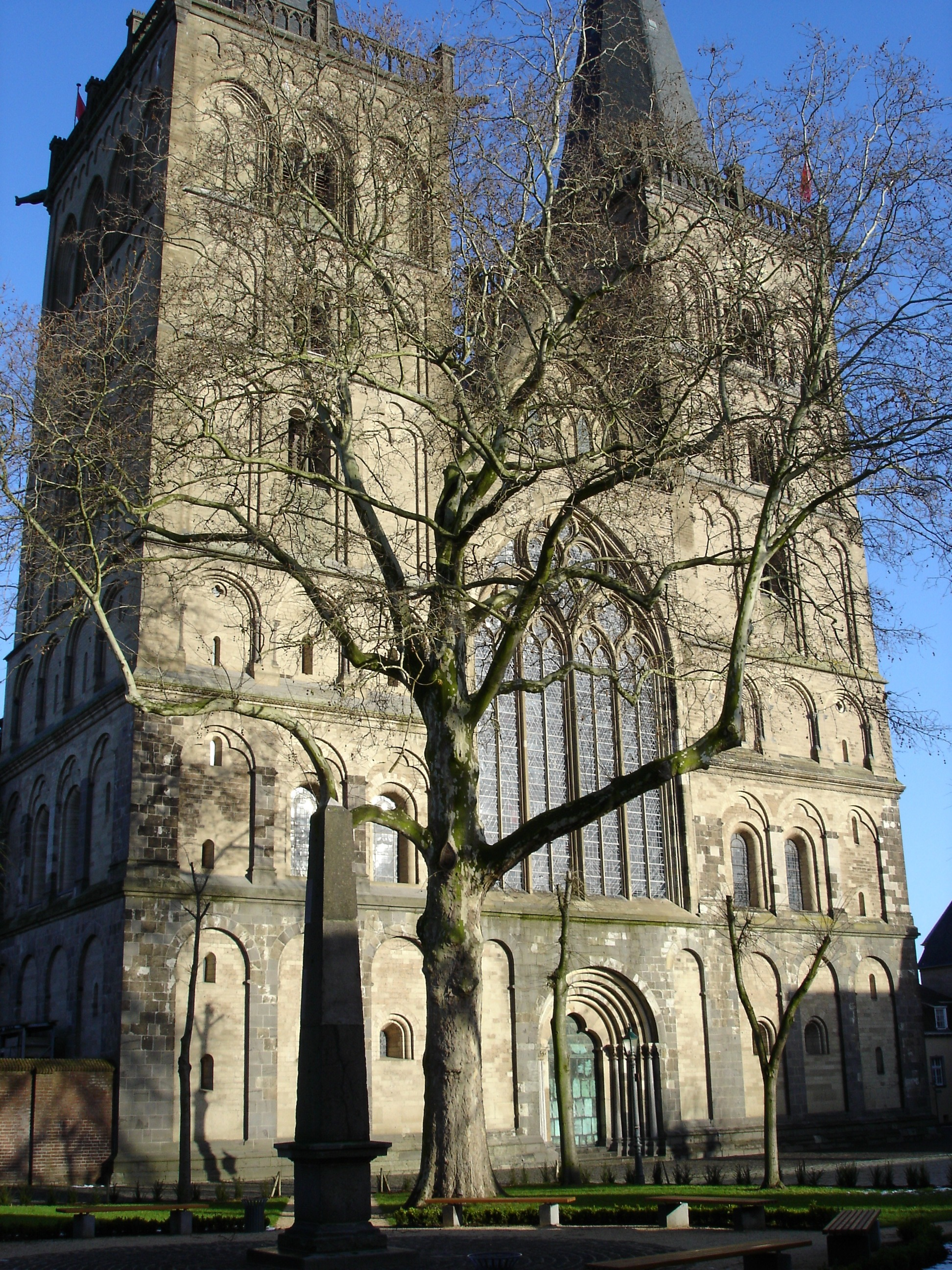
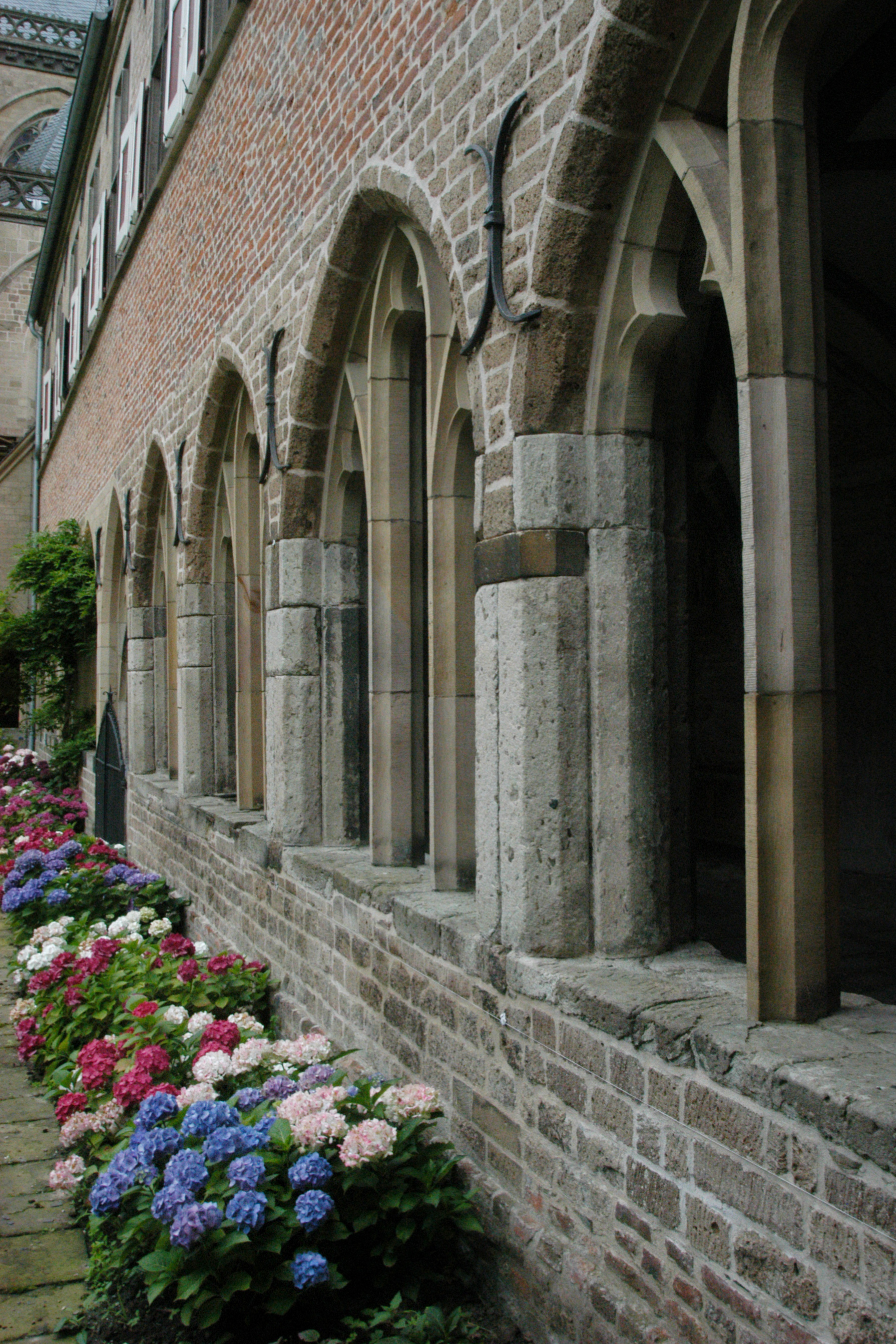
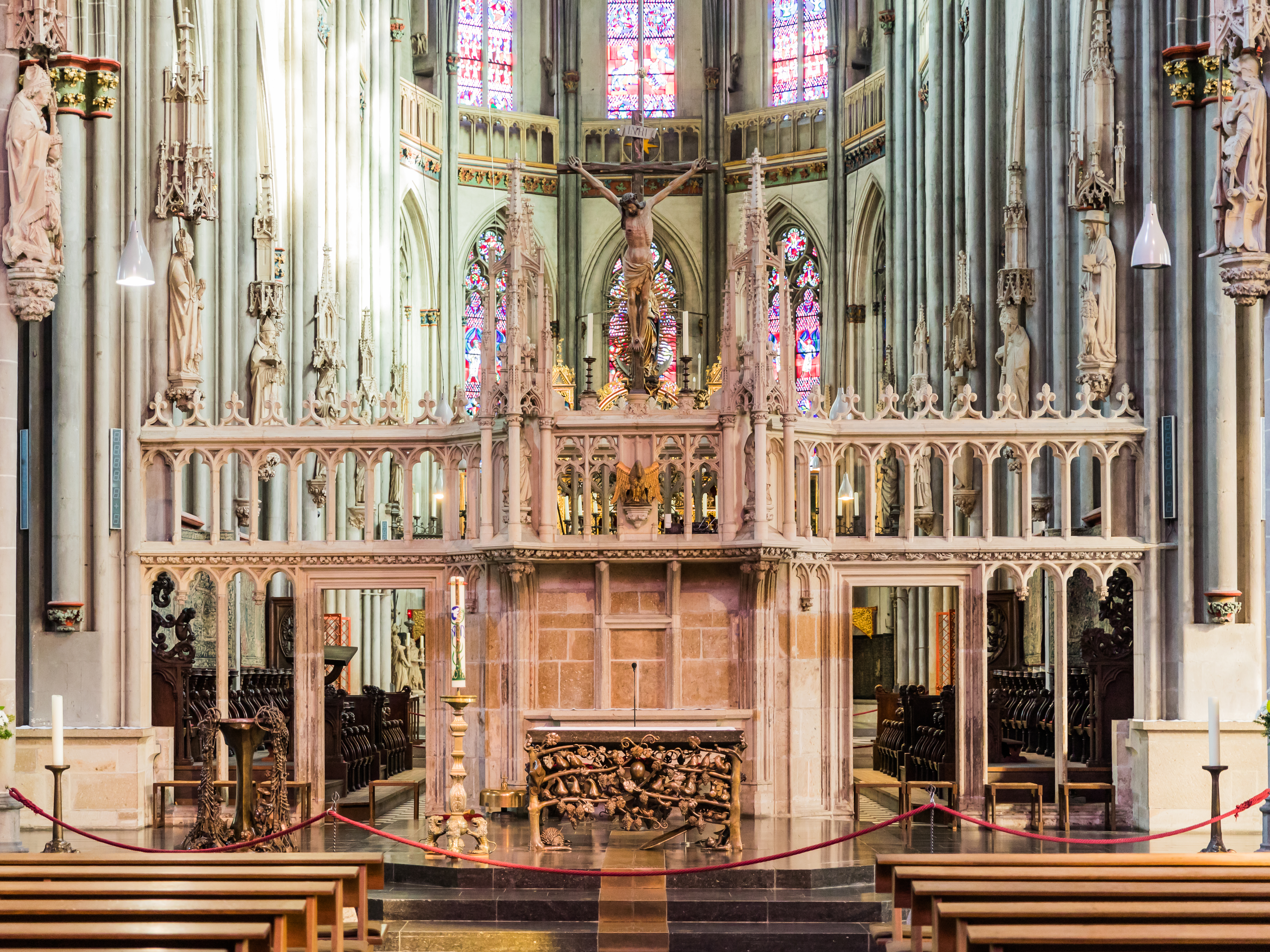
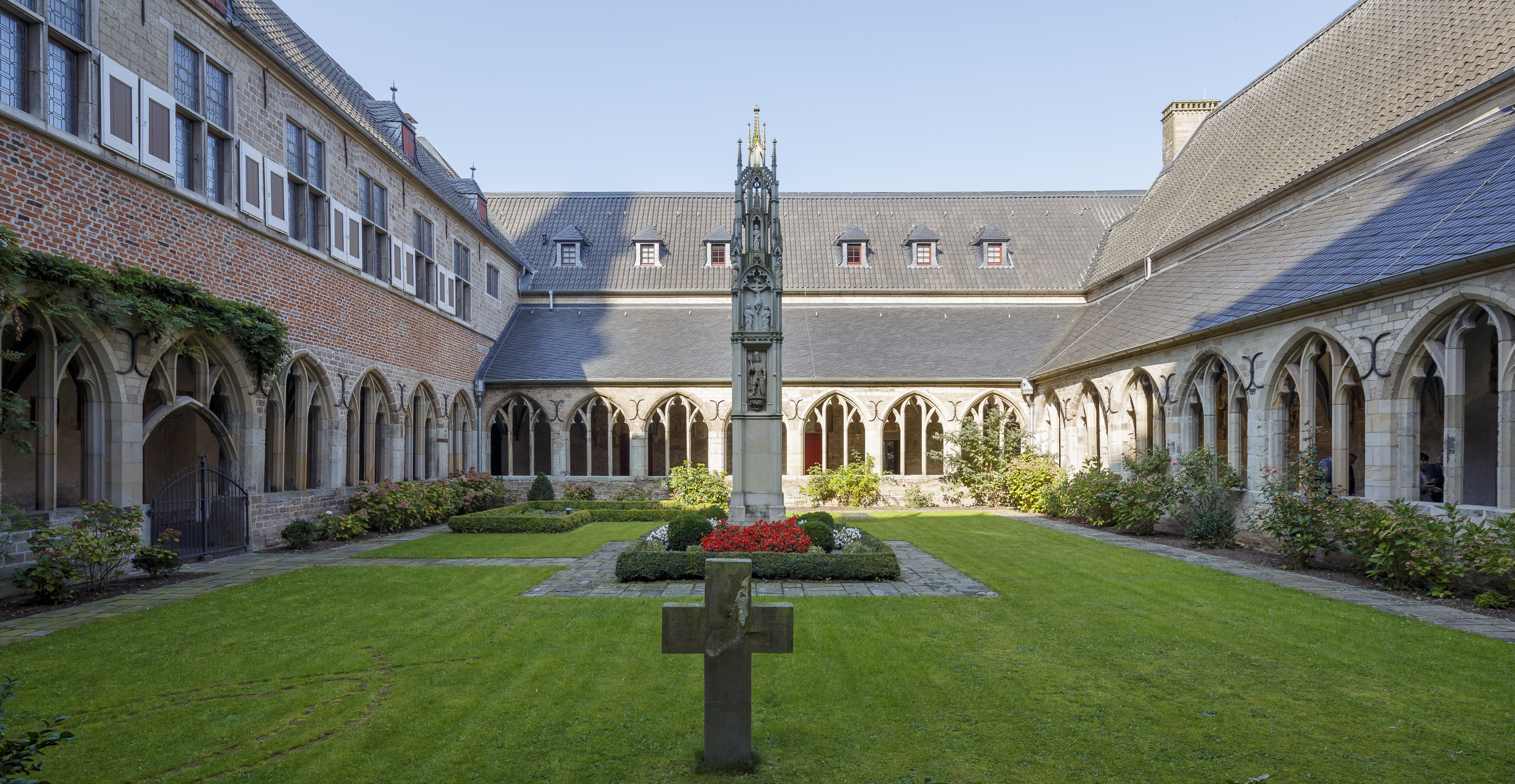
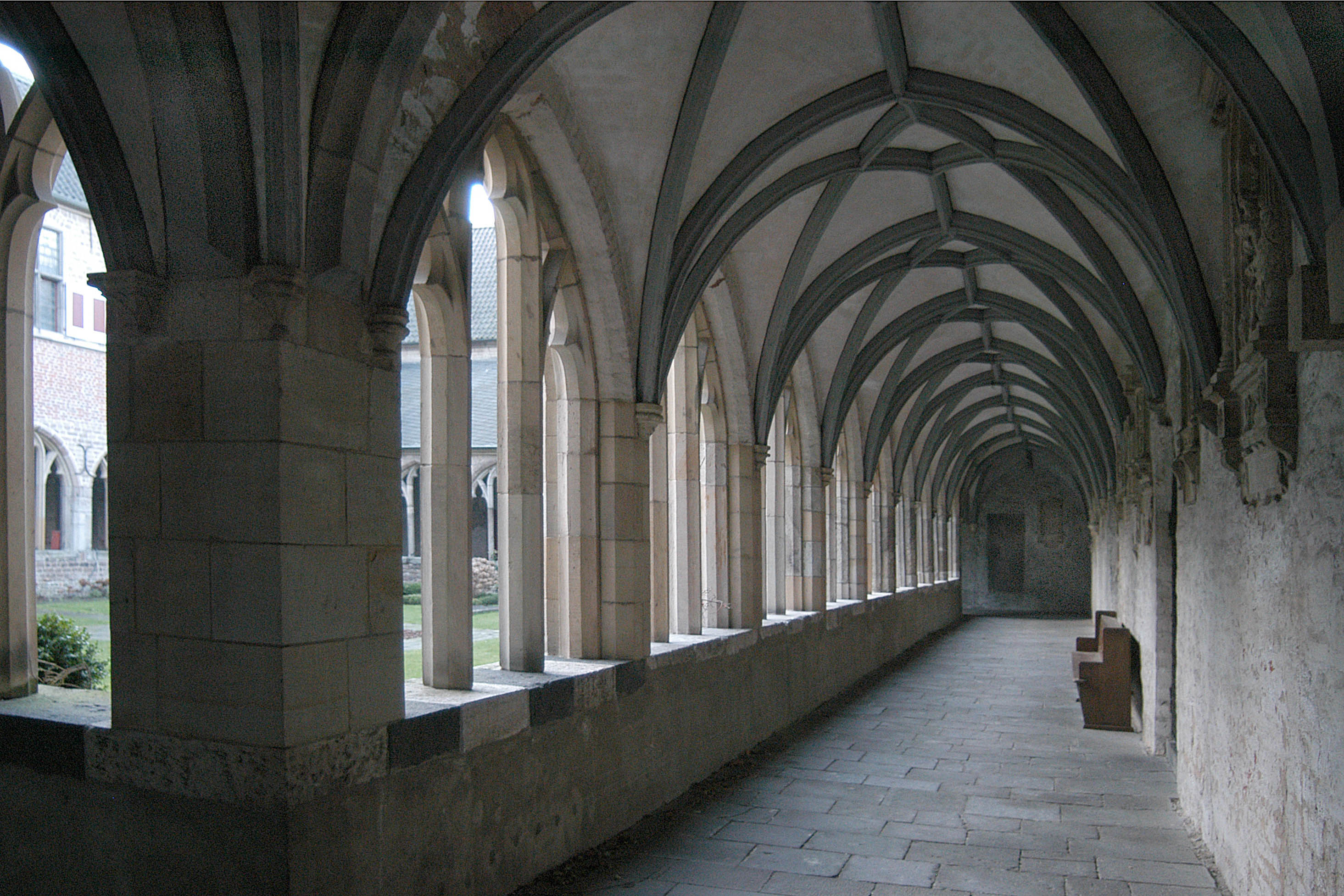
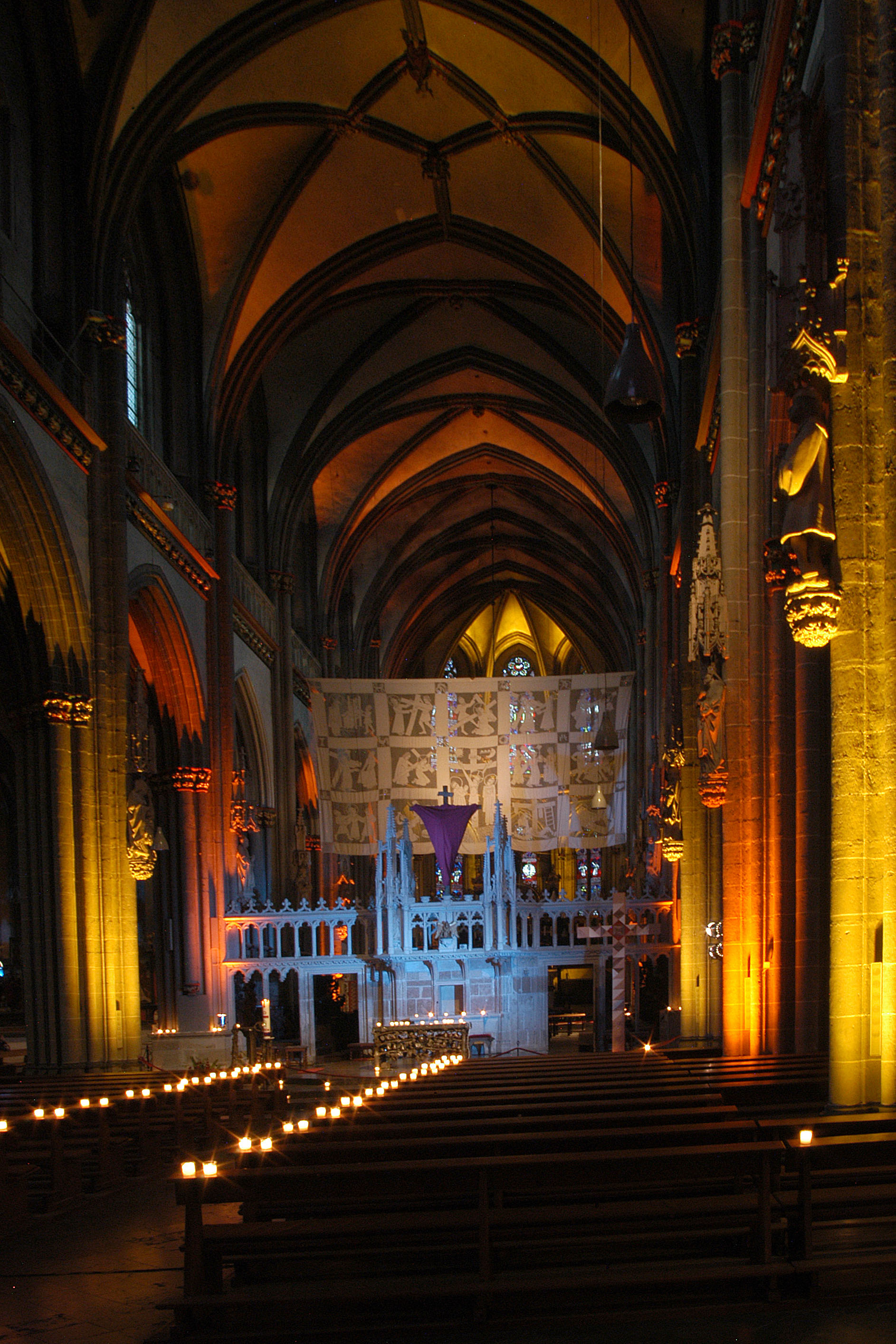
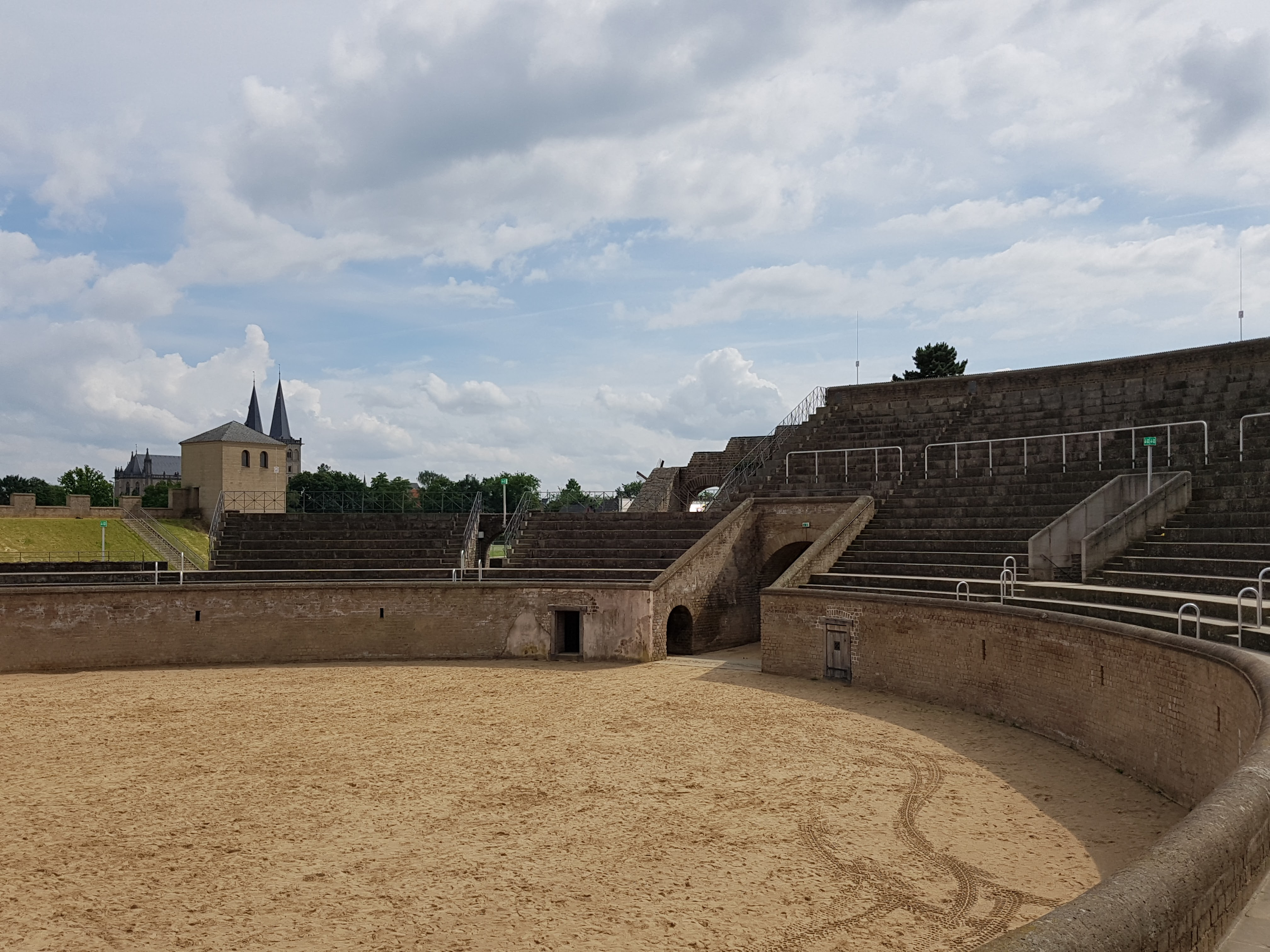
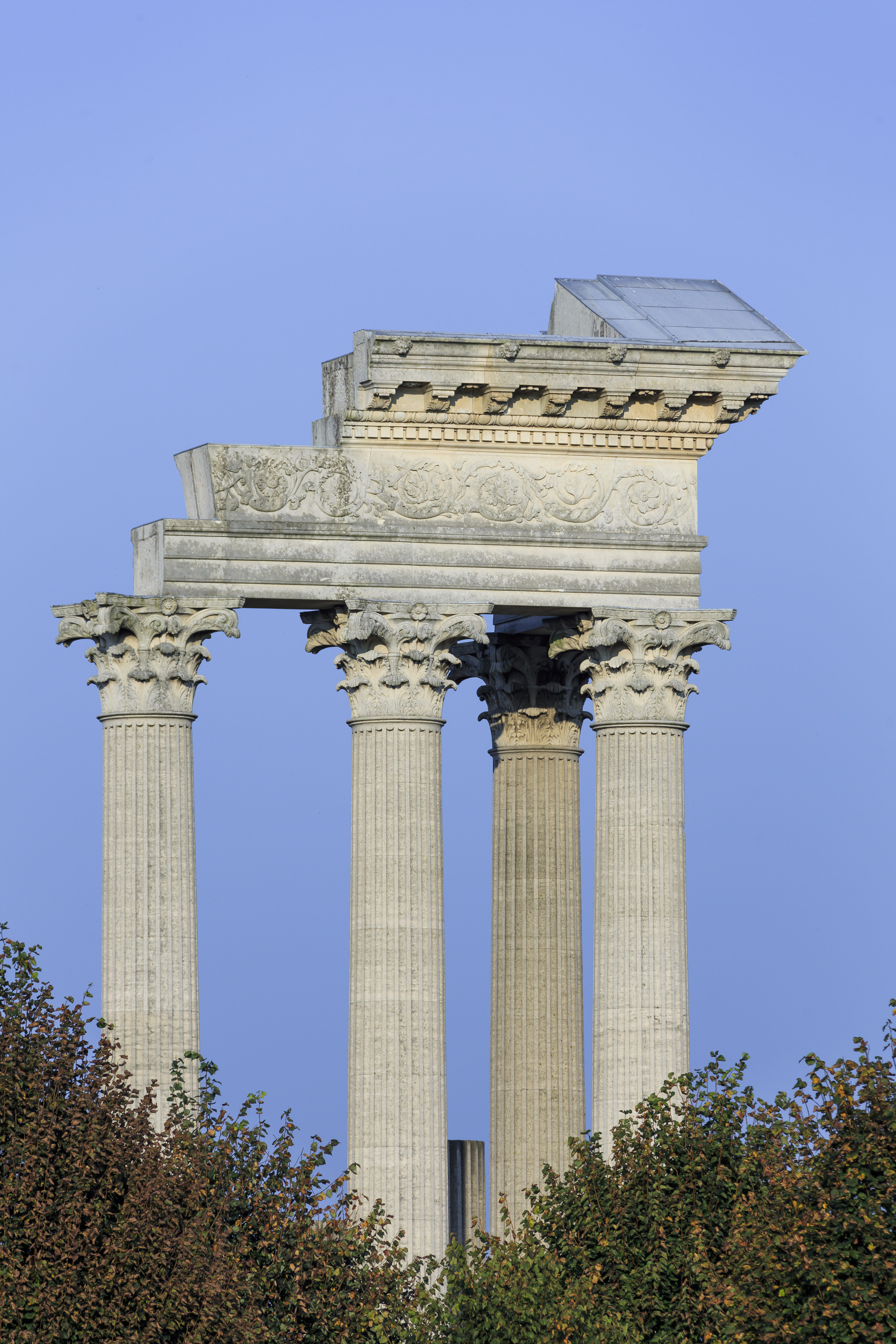
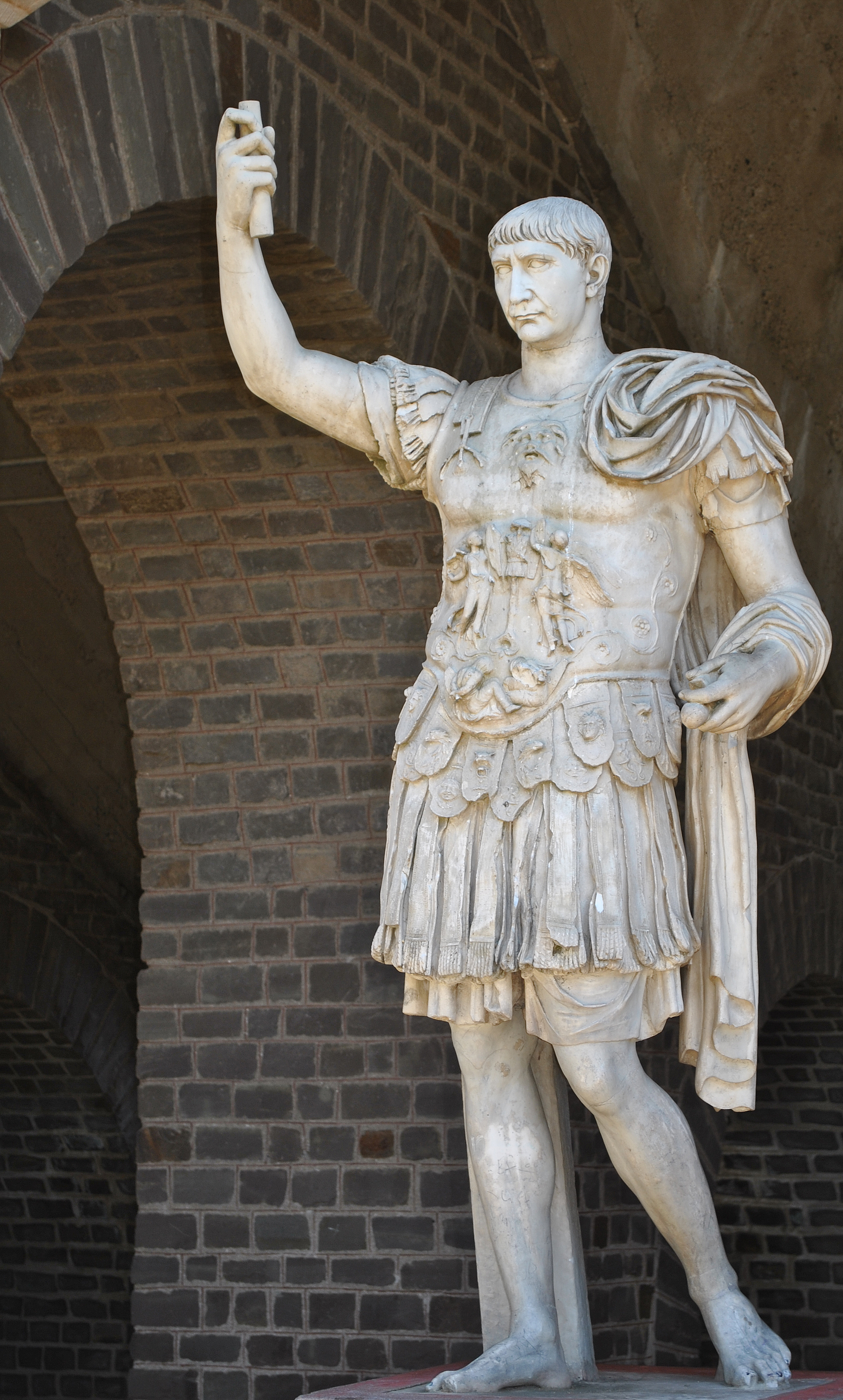
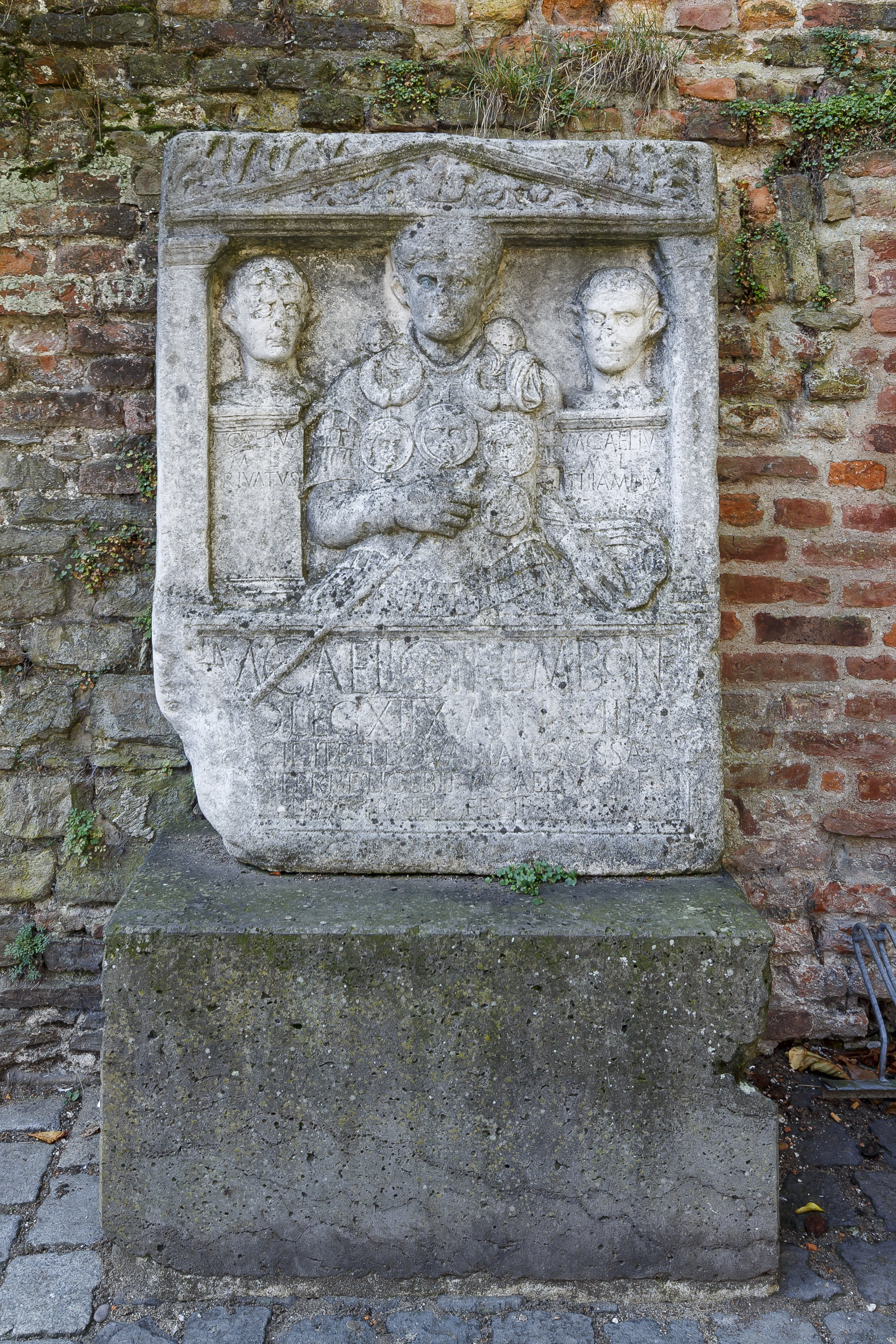